# Star Carr
Star Carr é um sítio arqueológico em North Yorkshire, Inglaterra. Ele fica em torno de cinco milhas ao sul de Scarborough. Ele é geralmente considerado como o mais importante e informativo sítio mesolítico na Grã-Bretanha. Ele é tão importante para o período Mesolítico como para o Stonehenge e o período Neolítico.
O sítio foi ocupado durante o começo do período Mesolítico arqueológico, contemporâneo com os períodos climáticos preboreal e boreal. Mesmo que a Idade do Gelo já havia acabado e as temperaturas já estavam perto das temperaturas atuais, o nível do mar ainda não havia crescido o suficiente para separar a Grã-Bretanha do continente europeu. Destaques entre os achados foram: a estrutura mais antiga da Grã-Bretanha, 21 capas de crânios de Veado-vermelho que seriam usados como objetos para cabeça e aproximadamente 200 projéteis, ou arpões, pontos feitos de galhada de veado-vermelho. Estes materiais orgânicos foram preservados devido ao enterro ao alagado de turfa. Normalmente todos os sítios mesolíticos possuem ferramentas de pedra.
A escavação do sítio começou em 1948, um ano depois artefatos foram pela primeira vez noticiados por um arqueológico amador. O sítio é o mais famoso por possuir artefatos extremamente raros descobertos durante escavações originais.